# 1948 في الأردن
تسرد المقالة الأحداث التي حدثت خلال عام 1948 في الأردن.

## شاغلي المناصب
- الملك: عبد الله الأول
- رئيس الوزراء: توفيق أبو الهدى

## أحداث

### أيار / مايو
15 مايو - تم إنهاء الانتداب البريطاني على فلسطين رسمياً، مما تسبب في قيام قوات التدخل السريع من مصر وشرق الأردن وسوريا والعراق بغزو إسرائيل واشتباكها مع القوات الإسرائيلية.